# Bronisława (błogosławiona)

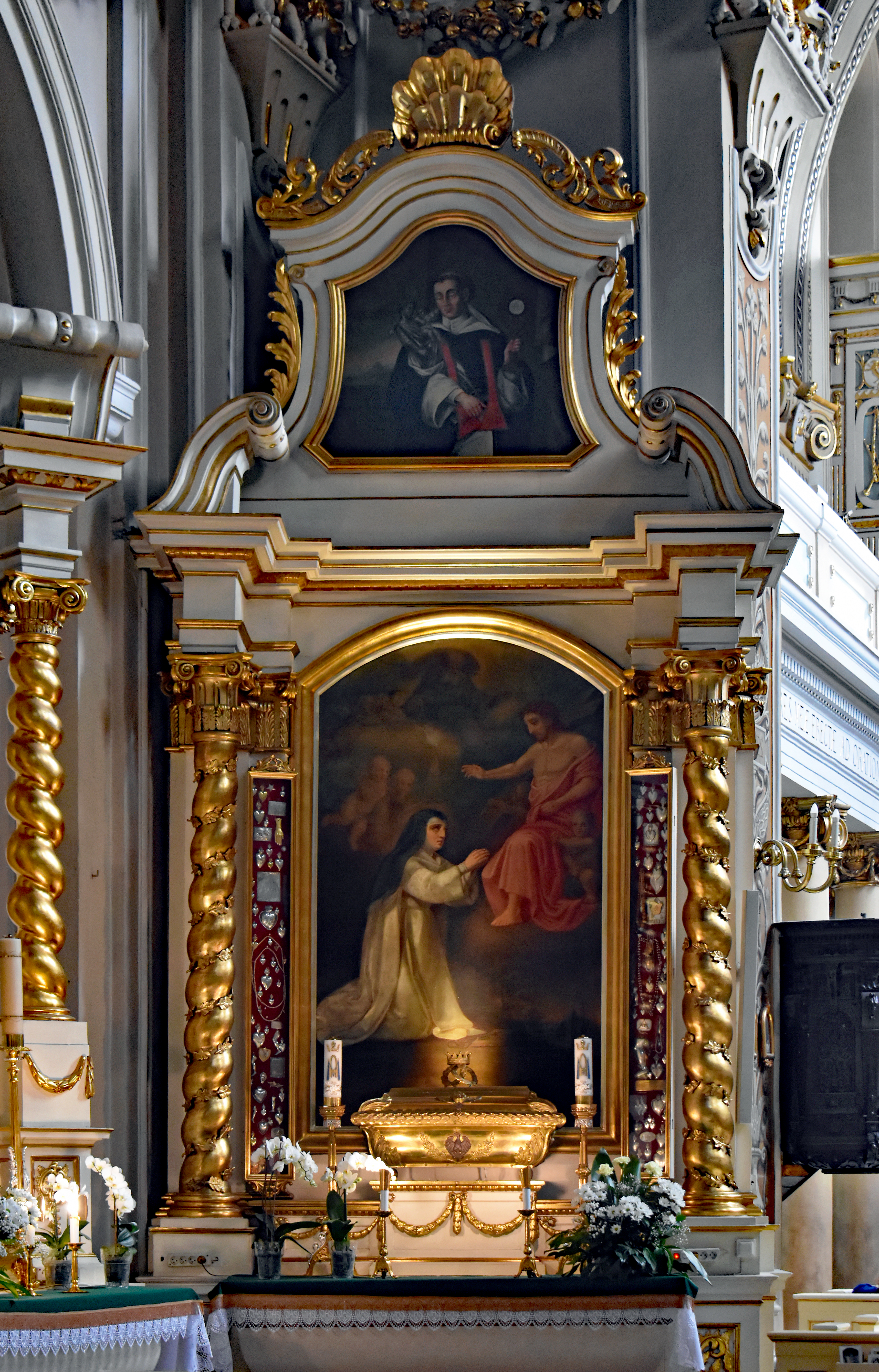
Konfesja bł. Bronisławy w kościele norbertanek w Krakowie

Bronisława (określana również jako Bronisława Odrowążówna ; ur. ok. 1200–1203, zm. 29 sierpnia 1259 w Krakowie na górze św. Bronisławy) – polska zakonnica w Zgromadzeniu Sióstr Kanoniczek Regularnych Zakonu Premonstratensów (norbertanek), dziewica, mistyczka, ksieni klasztoru norbertanek w Krakowie oraz błogosławiona Kościoła katolickiego, według tradycji pochodząca z rodu Odrowążów.

## Źródła historyczne
Pierwsza źródłowa informacja o bł. Bronisławie pochodzi z życiorysu św. Jacka OP, który napisał Stanisław z Krakowa, lektor krakowskiego klasztoru dominikanów, w połowie XIV wieku, na potrzeby procesu kanonizacyjnego św. Jacka OP, a znajdujący się w zbiorach Biblioteki Watykańskiej (łac. De vita et miraculis sancti Jacchonis (Hyacinthi) ordinis fratrum praedicatorum auctore Stanislao Lectore Cracoviensi eiusdem ordinis). Drugą źródłowo potwierdzoną informacją o bł. Bronisławie jest zapis w (łac. Liber mortuorum monasterii Sancti Vincentii Ordinis Praemonstratensis) wydaną w 1887 i powtórnie – w nowym opracowaniu – w 1971 jako nekrolog norbertanów wrocławskiego opactwa św. Wincentego, spisany w latach 1253–1289. Do naszych czasów nie dochowały się natomiast zapisy klasztorne o niej, gdyż pożar z 18 maja 1528 pochłonął kościół i klasztor sióstr norbertanek. Zniszczeniu uległy wtedy wszystkie księgi, nadania, archiwum i biblioteka. Pamięć o bł. Bronisławie została ponadto utrwalona we wspomnieniach pisarzy średniowiecznych, m.in. Albertusa Leandera (1517), Macieja Miechowity (1521), Mateusza Valerianusa (1537) czy Seweryna z Krakowa (1594).

## Życiorys
Według tradycji z czasów nowożytnych Bronisława miała pochodzić z rodu Odrowążów, co powtarzane jest w wielu popularnych publikacjach opisujących jej życiorys. Jej dziadkiem miał być Paweł Odrowąż, który miał córkę Gertrudę przyszłą ksienię klasztoru norbertanek w Ibramowicach oraz czterech synów: Eustachego; Iwona, późniejszego biskupa krakowskiego; Miłosława i Iwana. Eustachy wraz z żoną Beatą był dziedzicem Kamienia Śląskiego, a ojcem św. Jacka. Krewnym jej miał być również dominikanin Czesław Odrowąż, późniejszy błogosławiony. Ze źródeł wynika natomiast, że Bronisława pochodziła ze szlacheckiego rodu. Jednak tradycję o pochodzeniu Bronisławy z Odrowążów w historiografii uznaje się za niepotwierdzoną w źródłach, a badacze rodu Odrowążów uznali, że tradycja ta powstała w wyniku błędnej ich interpretacji i Bronisława nie pochodziła z tego rodu.
Data urodzin Bronisławy nie jest znana – prawdopodobnie miało to miejsce w okresie szacowanym na lata pomiędzy 1200–1203. Według tradycji hagiograficznej miała się urodzić na Górnym Śląsku w Kamieniu Śląskim i była najstarszą córką Miłosława (zwanego również Stanisławem) i Anny z domu Gryf, wnuczki Jaksy z Miechowa, oraz siostrą Szczęsława i Mikuły lub córką Eustachego i siostrą św. Jacka. W dzieciństwie oraz młodości otrzymała staranne wychowanie, pielęgnowane przez jej matkę (podstawowe prace domowe, umiejętność pisania i czytania, ziołolecznictwo, ogrodnictwo, dobre obyczaje i wiedza ogólna). Warto dodać, że na ówczesnych dworach czy zamkach książęcych była kaplica, gdzie zbierano się na wspólną modlitwę, u boku zazwyczaj kapelana rodzinnego. Można więc przypuszczać, że wychowywana była również poprzez pielęgnowanie kultu i wiedzy religijnej. Nieznane są bliższe okoliczności i warunki w jakich spędziła lata młodości, natomiast wiadomo, że mając 16 lat wstąpiła do klasztoru sióstr norbertanek na Zwierzyńcu, wybierając w ten sposób drogę życia konsekrowanego.
Na podstawie zachowanych konstytucji zakonnych z 1340 można określić porządek dnia w klasztorze, a tym samym przypuszczalny tryb jej życia klasztornego. Dzień rozpoczynano odmawianiem siedmiu psalmów pokutnych. Cały brewiarz odmawiano na stojąco, jako wyraz pokuty. Poza tym wiele czasu spędzano na inne modlitwy w różnych intencjach. Szczególną czcią otaczano Matkę Bożą. Cele były nieogrzewane. Obowiązywały liczne praktyki postne oraz pokutne. W czasie posiłków w refektarzu odbywało się m.in. czytanie lektury duchowej. Biografowie jej życia stwierdzili, że zaprowadziła ona w klasztorze – z polecenia św. Jacka – praktykę codziennego odmawiania różańca świętego. Cechowało ją ponadto umiłowanie modlitwy indywidualnej, szczególnie do Męki Pańskiej. Chętnie też udzielała pomocy potrzebującym i cierpiącym wskutek najazdu Tatarów.
Nieznana jest dokładna data złożenia przez nią ślubów zakonnych, nastąpiło to najpóźniej w 1217. Wiadomo jest natomiast, że po przejściu Tatarów i spaleniu przez nich klasztoru w 1241, była ona wówczas – według przekazanej tradycji – już przełożoną (ksieni) tego klasztoru. Podczas tego najazdu siostry w obawie o swoje życie zmuszone były do opuszczenia klasztoru i udania się do kryjówek w skałach pobliskich lasów, które odtąd noszą nazwę Skał Panieńskich. W tych trudnych czasach nawiązała ona kontakt z Odrowążami, którzy pomogli jej odbudować zniszczony kościół oraz klasztor. Z przekazów źródłowych wiadomo, że pomogła jej wówczas Przybysława, żona Jakuba Odrowąża (ówczesnego właściciela dóbr w Kamieniu Śląskim). Po odbudowie kościoła i klasztoru, Bronisława przestała być przełożoną, bowiem w 1252 ksienią była już siostra Wiseniega.
W najtrudniejszych chwilach udawała się na Górę św. Bronisławy, gdzie oddawała się modlitwie i medytacji. Tam również miała widzenie Chrystusa, który w mistycznym widzeniu stwierdził:

Bronisławo, krzyż Mój jest twoim, lecz i chwała Moja twoją będzie.

Na dwa lata przed śmiercią miała następne szczególne widzenie duchowe, w którym dowiedziała się o śmierci św. Jacka. Podała ona wówczas siostrom treść tego widzenia. Będąc zatopioną w modlitwie ujrzała nad dominikańskim kościołem Świętej Trójcy w Krakowie wielką jasność i postępujący orszak Matki Bożej prowadzącej św. Jacka. Po skierowanym pytaniu do Maryi otrzymała od niej następującą odpowiedź:

Bronisławo, córko moja, jestem matką miłosierdzia, a ten którego widzisz, to brat twój Jacek, którego do wiecznej chwały prowadzę.

Zmarła 29 sierpnia 1259 na wzgórzu Sikornika podczas modlitwy, nazwanym później górą św. Bronisławy i tam została początkowo pochowana, ponieważ kościół i klasztor nie był jeszcze w pełni odbudowany po zniszczeniach tatarskich.

## Relikwie
Po zakończeniu odbudowy kościoła i klasztoru ciało bł. Bronisławy zostało przeniesione i umieszczone we wschodniej ścianie kościoła, a następnie miejsce to zamurowano, z uwagi na ewentualność kolejnych niszczycielskich najazdów. Na początku XVII wieku (14 października 1604), kiedy z polecenia ksieni klasztoru s. Doroty Kątskiej powiększono kościół natrafiono na jej zamurowaną trumienkę, a następnie powtórnie ją ukryto w kościelnych murach. W 1656 kościół ten został ograbiony przez wojska szwedzkie podczas ich najazdu. Następnie w 1782 ksieni s. Magdalena Otfinowska odnalazła ukrytą, dębową trumienkę za ołtarzem św. Jacka w prezbiterium. Ówczesny proboszcz ks. Wacław Tworkowski po uzyskaniu zgody władz kościelnych wyjął jej kości oraz przełożył je do nowej cynowej trumienki i umieścił ją w murze kościoła przy ołtarzu św. Anny. W 1840, w związku z jej beatyfikacją otwarto grób, wydobyto dwie trumienki – dębową i cynową, które później przekazano do archiwum klasztornego. Wyjęto z nich jej relikwie i przełożono do nowej trumny fundacji ksieni s. Ewy Stobieckiej, wykonanej z brązu przez artystę Henryka Kossowskiego, zwieńczonej koroną z orłem i herbem Odrowąż oraz medalem papieża Grzegorza XVI, która jest wyeksponowana przy bocznym ołtarzu poświęconym bł. Bronisławie.
Można dodać, że 29 sierpnia 2003 dokonano uroczystego wprowadzenia części jej relikwii do Sanktuarium św. Jacka w Legnicy. Następnie 31 sierpnia 2014 część jej relikwii została wprowadzona również do kościoła Wszystkich Świętych w Brzezinach.

## Kult

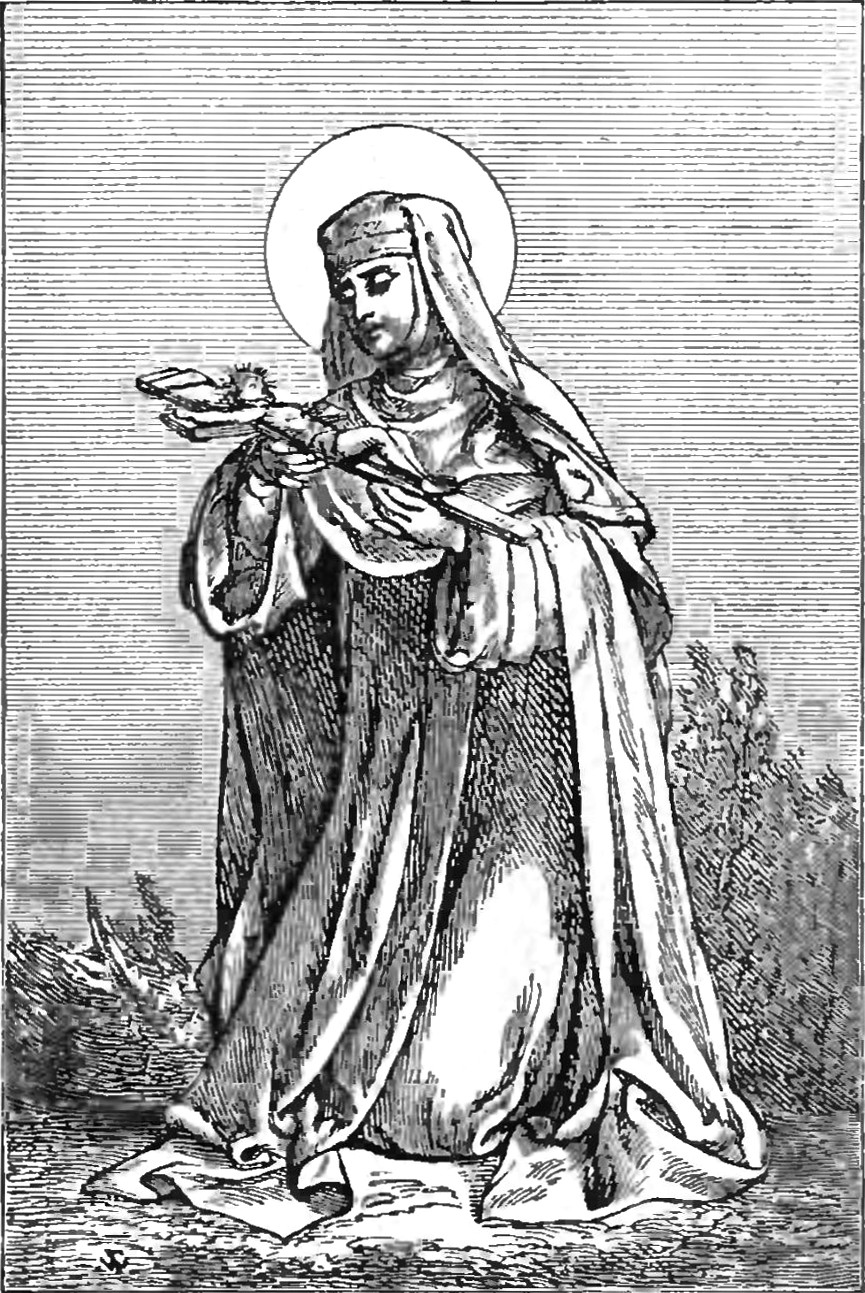
Ilustracja bł. Bronisławy z książki „Żywoty Świętych Pańskich na wszystkie dnie roku”

W 1600 ukazał się Katalog świętych i błogosławionych Męczenników, Wyznawców, Panien i Pań Korony Polskiey y Miasta Krakowa, w którym wpisano imiona 70 osób i podano daty ich śmierci. Na 59. miejscu umieszczona jest „Błogosławiona Bronisława Zakonu Premonstrateńskiego za Zwierzencu 1259”. Katalog ten potwierdził Mistrz Pałacu Apostolskiego G.M. Guanzelli w Rzymie. W 1604 wpisano jej imię z tytułem błogosławionej w Poczet Patronów Królestwa Polskiego, na przedstawieniu graficznym z obrazem Orła Białego. W 1650 umieszczono wezwanie Bronisławy (z tytułem beata), w litanii błogosławionych całego zakonu norbertańskiego.

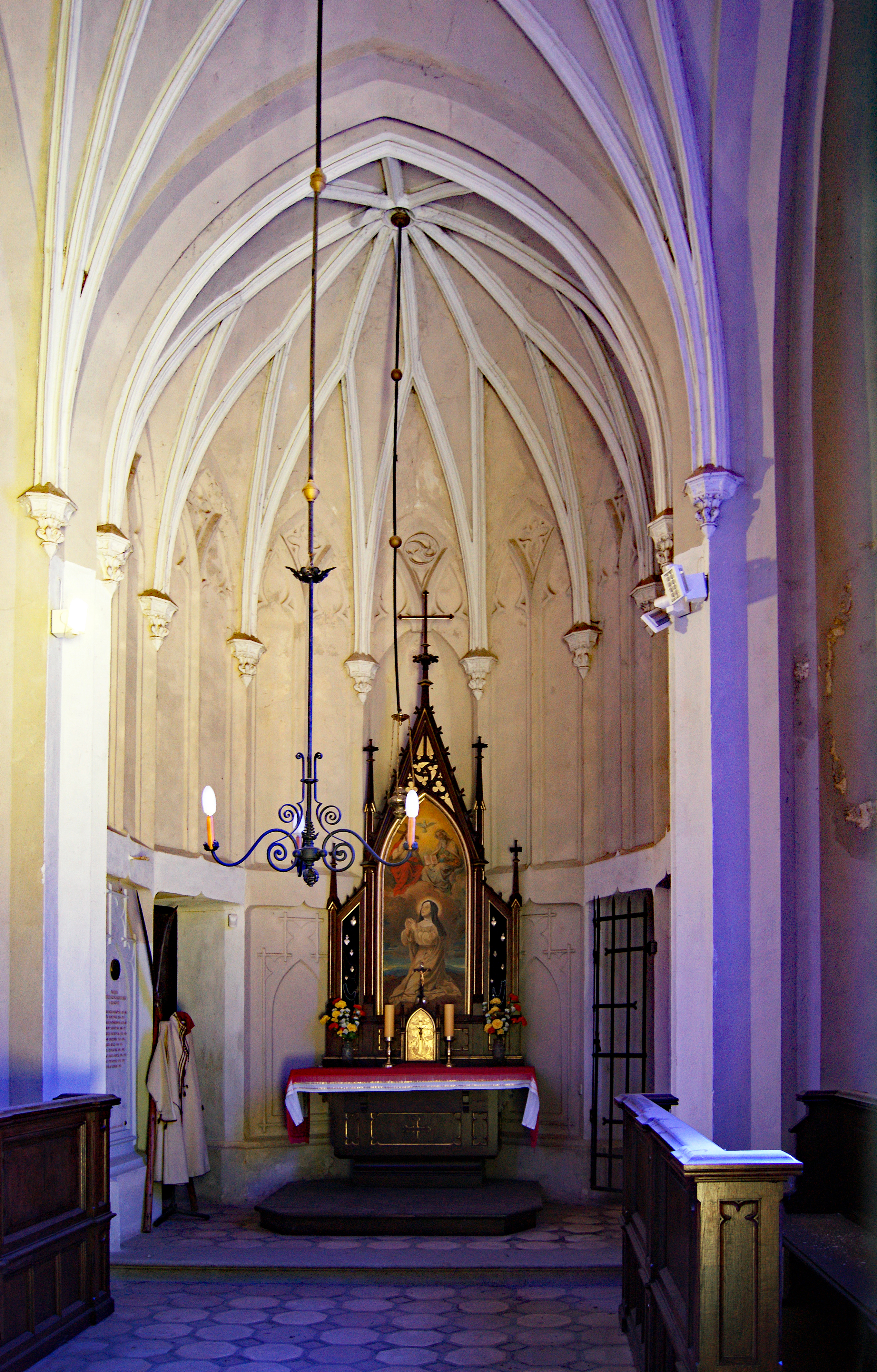
Wnętrze kaplicy przy Kopcu Kościuszki w Krakowie

Początkowo jej kult koncentrował się na górze św. Bronisławy, gdzie według tradycji zmarła oraz gdzie była pierwotnie pochowana. Informacje z przełomu XVII i XVIII wieku mówią, że na górze tej w miejscu, gdzie znajdowała się jej pustelnia, postawiono krzyż, do którego pielgrzymowano. Do krzyża tego pielgrzymowała m.in.w dniu 3 września 1683 królowa Maria Kazimiera d’Arquien zwana (Marysieńką) z synem królewiczem Aleksandrem. W 1702 w miejscu tym norbertanin, proboszcz ks. Herman Suchodębski wybudował kaplicę pw. bł. Bronisławy oraz umieścił w niej półkolisty obraz z jej podobizną i wystawił księgę pamiątkową dla pielgrzymów. W 1759 ówczesna ksieni s. Petronela Poniatowska, kaplicę tę znacznie powiększyła, która następnie została poświęcona 23 września 1759. Kaplicę tę odwiedził m.in. 23 czerwca 1787 król Polski Stanisław August Poniatowski.
W 1786 ułożono hymn, litanię i modlitwy ku jej czci, a w 1789 ukazał się drukiem jej pierwszy żywot napisany przez o. Wawrzyńca Teleszyńskiego OP.
Modlitwy do błogosławionej Bronisławy są odmawiane przed jej ołtarzem i relikwiami w klasztorze sióstr norbertanek w każdy wtorek, o godz. 19:00, po wcześniejszym odprawieniu mszy świętej i odmówieniu litanii ku jej czci. Ponadto odmawiana jest nieustająca nowenna z licznym udziałem księży i wiernych, w czasie której oddawana jest jej cześć oraz dołączane są prośby i podziękowania wiernych.
W Ameryce istnieją kościoły pod jej wezwaniem, budowane są kaplice i kapliczki jej poświęcone. W wielu kościołach znajdują się obrazy z jej podobizną (m.in. takich malarzy jak: Wojciech Eljasz-Radzikowski, Józef Kaczmarczyk, Kasper Pochwalski czy Piotr Stachiewicz), witraże i rzeźby.
W ikonografii bł. Bronisława jest przedstawiana w białym habicie, czasami klęcząca przed Chrystusem trzymającym krzyż lub przed Trójcą Przenajświętszą. Jej atrybutem jest lilia lub krzyż.

## Proces beatyfikacji
W 1838 po ustaniu epidemii cholery w Krakowie, co przypisywano modlitwom wstawienniczym ku s. Bronisławie, ówczesna ksieni klasztoru s. Ewa Stobiecka poczyniła starania w celu wyniesienia jej na ołtarze. Zwróciła się ona wtedy  do ks. kanonika Józefa Pawłowskiego z kolegiaty Wszystkich Świętych w Krakowie o zajęcie się tą sprawą, a ten z kolei zwrócił się do biskupa krakowskiego Karola Skórkowskiego, przebywającego wówczas na wygnaniu w Opawie i do sufragana krakowskiego Franciszka Zglenickiego. Następnie ks. Pawłowski już jako postulator udał się do Rzymu, gdzie zdał sprawę papieżowi Grzegorzowi XVI. Następnie sprawą zajęli się dominikanin o. Gwalbert Leszczyński OP i franciszkanin o. Franciszek Czekan OFMConv., którzy poczynili starania w celu zbadania jej kultu. Po skompletowaniu dokumentacji i przesłuchaniu wielu osób, które zaświadczyły o jej odwiecznym kulcie, akta te przesłano do Rzymu w celu dalszego postępowania. Na podstawie tej dokumentacji znany rzymski adwokat Francisco Bartoleschi opracował tzw. Positio z prośbą do papieża o zatwierdzenie jej kultu. Na spotkaniu Kongregacji ds. Obrzędów 3 sierpnia 1839 zaaprobowano ten kult i przekazano sprawę 23 sierpnia tegoż roku do akceptacji papieżowi Grzegorzowi XVI, który wyraził zgodę, a tym samym ogłosił ją błogosławioną.
Główne uroczystości jej beatyfikacji odbyły się 2 września 1840 w Krakowie. Po nieszporach i odczytaniu dekretu beatyfikacyjnego Stolicy Apostolskiej w kościele dominikanów pw. Świętej Trójcy odbyła się uroczysta procesja z jej relikwiami do kościoła św. Augustyna i św. Jana Chrzciciela w Krakowie z udziałem bp. Franciszka Zglenickiego. Uroczystości beatyfikacyjne zostały zakończone 5 września uroczystą mszą świętą sprawowaną w kaplicy bł. Bronisławy na wzgórzu Sikornik. Obraz do ołtarza bł. Bronisławy namalował krakowski malarz Wojciech Eljasz-Radzikowski, natomiast srebrny relikwiarz na czaszkę błogosławionej wykonał Franciszek Kausa.
Kongregacja następnie wyraziła zgodę na tekst mszy świętej jej poświęcony jak i na formularz brewiarzowy.
W celu zebrania pełnej dokumentacji w sprawie jej kanonizacji powołano następnie 19 czerwca 2002 Komisję Historyczną w archidiecezji krakowskiej przez kard. Franciszka Macharskiego pod przewodnictwem (do 2017) prof. dr hab. Wacławy Szelińskiej. Zgodnie z obowiązującymi przepisami (konstytucją apostolską Divinus perfectionis Magister) do kanonizacji potrzebny jest cud uczyniony za jej wstawiennictwem, który po rozpatrzeniu powinien być zaakceptowany przez Kongregację Spraw Kanonizacyjnych, a następnie zatwierdzony przez papieża. Zgłoszony i potwierdzony przez lekarzy cud to sprawa uzdrowienia z raka skóry Romualdy Unickiej.
Do 1855 wspomnienie liturgiczne bł. Bronisławy obchodzono w dniu 3 września, a następnie je przesunięto na 1 września.

## Patronat
- Błogosławiona Bronisława została zaliczona do rzędu błogosławionych patronów Polski przez papieża Grzegorza XVI[40]. Ponadto jest patronką diecezji opolskiej oraz dobrej sławy[23]. Błogosławiona Bronisława jest też patronką Zwierzyńca oraz Krakowa[32].
- W latach międzywojennych powstały na terenie Polski liczne towarzystwa jej imienia[39]. W 1920 Towarzystwo św. Bronisławy powstało w Chorzowie[41]. W tymże roku podobne towarzystwo powstało również we Lwowie pod nazwą Stowarzyszenie dziewcząt pod patronatem św. Bronisławy[42]. W 1926 podobną inicjatywę utworzenia stowarzyszenia poczyniono w Poznaniu[42] oraz w Paryżu[31].
- W Krakowie jedna z ulic od 1912 nosi jej imię[43][5]. Jej imieniem nazwano też ulicę w katowickiej dzielnicy Ligota-Panewniki[44] oraz miejscowościach: Kamieniu Śląskim[45], Łodzi[46], Szczecinie[47], Gliwicach[48] i Tychach[49]. Imię błogosławionej nadano także jednej z planetoid ((1315) Bronisława)[50].

## Publikacje
- Bł. Bronisława (staraniem Karoliny Kuczewskiej): Cześć Boga w błogosławionej Bronisławie zakonnicy świętego Norberta, klasztoru Zwierzynieckiego przy Krakowie profesce, dla wygody pobożnych i pomnożenia chwały Pana Boga. Wyd. 4. Kraków: Stanisław Gieszkowski, 1861. OCLC 831358640. Brak numerów stron w książce